# Prajeksari
Prajeksari is een bestuurslaag in het regentschap Magelang van de provincie Midden-Java, Indonesië. Prajeksari telt 1701 inwoners (volkstelling 2010).